# Jimmy Eat World
Jimmy Eat World este o trupă americană de rock alternativ din Mesa în statul Arizona, formată în 1993. Membrii formației sunt: Jim Adkins, Tom Linton, Rick Burch și Zach Lind.

## Discografie
Albume
- Jimmy Eat World (1994)
- Static Prevails (1996)
- Clarity (1999)
- Bleed American (2001)
- Futures (2004)
- Chase This Light (2007)
- Invented (2010)
- Damage (2013)